# Sofiści
Sofiści (lp. gr. σοφιστές „mędrzec” od σοφία „mądrość”) – wędrowni nauczyciele greccy przygotowujący uczniów do życia publicznego poprzez nauczanie retoryki, polityki, filozofii oraz etyki. Także określenie nurtu filozoficznego występującego w Grecji w V i IV w. p.n.e., o orientacji humanistycznej i relatywistycznej.

## Charakterystyka
Sofiści byli z zawodu nauczycielami i wychowawcami przygotowującymi do życia publicznego i zawód ten stanowił główny łącznik dla tej zróżnicowanej grupy ludzi. Działali w Atenach już w czasach Solona, znaczącą rolę w życiu intelektualnym Grecji zaczęli odgrywać jednak dopiero w V w. p.n.e., gdy w wychowaniu zaczęto większy nacisk kłaść na wykształcenie niż na tężyznę fizyczną. Uczyli zarówno młodzież, jak i dorosłych wszystkiego, co było potrzebne w życiu prywatnym i publicznym. Za nauczanie, co było w stosunkach greckich nowością, pobierali opłatę. Głównym ośrodkiem ich działalności były Ateny. Ze względu na swe zainteresowania naukowe, głównie związane z wymową, przyczynili się do rozwoju retoryki i językoznawstwa. Jako pierwsi nadali badaniom naukowym kierunek humanistyczny. Nie mając zaufania do wiedzy rozumowej, odwoływali się do poznania zmysłowego (sensualizm). Głosili względność prawdy, dla każdego innej (relatywizm), powszechnie obowiązujące prawdy i zasady moralne uważali za wynik umowy (konwencjonalizm). Stanowili elitę intelektualną Grecji. Ich uczniami byli wielcy tragicy Sofokles i Eurypides, mówcy jak Izokrates i uczeni jak Tukidydes. Okres działalności pierwszej sofistyki trwał niemal całe stulecie.
Przychylny początkowo stosunek społeczeństwa do sofistów z biegiem czasu uległ radykalnej zmianie. Krytykowano ich za to że sprzedawali wiedzę za pieniądze. Konserwatyści wystąpili wobec nich z zarzutem, że swym nauczaniem burzą wiarę i tradycję. Najbardziej do utrwalenia negatywnego obrazu sofistów u potomnych przyczynił się Platon, wrogi im zarówno ze względów osobistych, jak i ideowych. Poglądy filozoficzne sofistów są znane głównie z krytyk Platona, Arystotelesa. Termin „sofista”, który początkowo oznaczał „uczonego”, później nabrał pejoratywnego znaczenia („pseudouczony”).
W I wieku po Chr. nazwy sofiści zaczęli używać wędrowni nauczyciele i mówcy, działający na obszarze Cesarstwa rzymskiego, którzy dali początek drugiej sofistyce. Zajmowali się oni kształceniem literackim i retorycznym, a nie jak we wcześniejszych okresach kwestiami filozoficznymi czy politycznymi.

### Pierwsi sofiści
- Protagoras z Abdery (ur. ok. 481, zm. 411 p.n.e.) – jeden z najsłynniejszych sofistów. Głosił relatywizm poznawczy – Człowiek jest miarą wszechrzeczy, to znaczy, że nie ma żadnej rzeczywistości samej w sobie, a wszystko co istnieje, jest zawsze rzeczywistością ze względu na jakąś istotę i dla niej; nauczał „sztuki przekonywania”; sensualista; agnostyk; „O bogach”, „Rozprawa polemiczna o prawdzie i bycie”, prace gramatyczne, etyczno-społeczne, techniczne
- Gorgiasz z Leontinoi (ur. ok. 483, zm. 375 p.n.e.) – teoretyk wymowy, prekursor teorii sztuki. Uważał, że Nie ma nic. Gdyby nawet coś było, to byłoby to niepoznawalne. Ale, gdyby nawet było poznawalne, to i tak wiedzy o tym nie udałoby się przekazać. Dyskurs był dla niego jedynie środkiem służącym do wpływania na ludzi i ich namiętności, pozwalający osiągnąć zamierzony cel.
- Prodikos z Keos (ur. ok. 465-460 p.n.e., zm. nie wiadomo) – synonimika (bardzo dokładne poznanie słów, w celu wykazania błędu przeciwnika).

### Nurt naturalistyczny w sofistyce
- Hippiasz z Elidy (V-IV w. p.n.e.) – erudyta, poeta, polityk, technik i rzemieślnik, uważany za twórcę idei umowy społecznej, dzięki której powstaje prawo i sprawiedliwość. Głosił tezę, że prawo zmusza ludzi do postępowania wbrew naturze.
- Antyfont (ur. ok. 480, zm. 411 p.n.e.)
- Alkidamas (IV w. p.n.e.)
- Lykofron (prawdopodobnie IV w. p.n.e.)

### Sofiści-politycy
- Krycjasz – głosił, że obowiązujące prawo jest wytworem słabych dla samoobrony przed silnymi, religia natomiast jest wytworem silnego władcy dla opanowania tłumu.
- Trazymach z Chalcedonu – egoizm jest prawem.
- Kallikles – postać literacka znana z Gorgiasza Platona, jest ucieleśnieniem charakterystycznych poglądów dla sofistów-polityków.

### Druga sofistyka
- Chariton z Afrodyzji – (nieznane lata życia – od I w. p.n.e. do II w. n.e.) – autor najstarszego zachowanego w całości romansu greckiego
- Longos (II w.) – autor Dafnis i Chloe
- Heliodor z Emesy (III w.) – autor Opowieści etiopskiej o Theagenesie i Chariklei
- Achilles Tatios (II/III w.) autor Przygód Leukippy i Kleitofonta
- Flawiusz Filostrat (ok. 170-248 r.) – autor Żywota Apolloniosa z Tyany, Listów miłosnych, Obrazów, Rozmowy o Herosach.

## Poglądy filozoficzne sofistów
- sensualizm – pogląd filozoficzny głoszący, że wiedzę prawdziwą poznajemy tylko za pomocą zmysłów (empiryzmu);
- relatywizm poznawczy, subiektywizm – prawda jest zależna od punktu widzenia, każdy widzi wszystko inaczej, więc każdy będzie postrzegał inną prawdę (obiektywnej);
- pragmatyzm (praktycyzm) – ważna jest ta prawda, która jest praktyczna, nawet jeśli wydaje się absurdem. Praktyczność jest kryterium prawdziwości twierdzeń.
- konwencjonalizm – nie ma prawd powszechnych, są tylko umowy, że jakaś prawda jest powszechna.
- izostenia – koncepcja równosilności sądów, każdemu twierdzeniu można przeciwstawić inne twierdzenie z nim równosilne.

### Prawo natury
Problem istnienia prawa natury i jego stosunku do prawa stanowionego pojawia się u sofistów z tzw. nurtu naturalistycznego, czyli u Hippiasza i Antyfonta. W ich filozofii istotną rolę odgrywało przeciwstawienie natury (φύσις, physis) i prawa (νόμος, nomos).
Dla Hippiasza naturą było to, co ludzi łączy i zgodnie z nią ludzie byli sobie równi. Prawo natury to prawo oparte na tej pierwotnej, wspólnej dla wszystkich ludzi naturze. Prawo ludzkie natomiast przeciwstawia się tej równości, dzieląc ludzi i odróżniając ich od siebie. Sprzeciwiając się naturze, prawo ludzkie staje się „tyranem ludzi”. Prawo natury jest wieczne i niezmienne. Prawo ludzkie natomiast jest przygodne i Hippiasz odmawia mu wartości. Tezy te miały istotne konsekwencje dla starożytnej filozofii politycznej. Prawo ludzkie stało się prawem opartym wyłącznie na społecznej konwencji, którą można zmieniać i dowolnie kształtować. Tym samym doprowadzono do desakralizacji praw ludzkich. Jedność natury ludzkiej stała się także podstawą kosmopolityzmu, dzięki niej bowiem wszyscy ludzie są sobie braćmi, niezależnie od tego do jakiej polis należą, czy jakim językiem mówią.
Przeciwstawienie prawa i natury zostaje zradykalizowane w filozofii Antyfonta. Podobnie jak u Hippiasza wszyscy ludzie są dla Antyfonta równi wobec prawa natury. Wszelkie podziały i wyróżnienia uznane zostały za nieuzasadnione. Prawo natury jest wszystkim znane i wszystkich zobowiązuje, a podstawowym jego nakazem jest zachowanie życia oraz dążenie do tego, co przyjemne i co przynosi mu korzyści. Natura jest prawdą, natomiast prawa ludzkie są jedynie mniemaniem. Dlatego też należy łamać prawo pozytywne, gdy stoi ono w sprzeczności z prawem natury i jeśli nie spotka się to z karą. Prawo tworzone przez człowieka opiera się więc wyłącznie na sile i dlatego roztropność nakazuje, aby go przestrzegać. Postępowanie zgodne z prawem ludzkim jest postępowaniem sprawiedliwym. Człowiek łamiący nakazy prawa natury nie jest niesprawiedliwy, lecz popełnia zło. Pojęcia dobra i zła mogą być odnoszone jedynie do prawdziwej rzeczywistości, a nie do mniemania jakim jest prawo ludzkie.
Doktryny prawnonaturalne Hippiasza i Antyfonta zostały przejęte i rozwinięte przez sofistów-polityków, takich jak Krycjasz, Trazymach czy Kalikles. Ich celem nie była czysta refleksja filozoficzna, lecz przede wszystkim zwycięstwo w politycznych dysputach. Doprowadzili do radykalnych konsekwencji tezy o konwencjonalnym charakterze porządku społecznego. Sensualna przyjemność stała się jedyną autentyczną wartością. Siła i skuteczność stały się głównym celem polityki. Dla Hippiasza i Antyfonta wspólna sensualna natura ludzka była podstawą egalitaryzmu. Sofiści-politycy natomiast widzieli w niej źródło nierówności. Ludzie różnią się bowiem pod względem siły. Z tego powodu prawo natury oznacza więc panowanie silniejszych nad słabszymi.
Dla Krycjasza zarówno prawo, jak i bogowie zostali wymyśleni, aby zapanować nad przemocą, panującą pierwotnie między ludźmi. Prawo powstrzymywało ludzi jedynie od jawnego stosowania przemocy, dlatego też wymyślono wszystkowiedzących bogów, karzących i osądzających ludzi. To strach przed bogami i siła stojąca za prawem są więc podstawą społeczeństwa. Są to jednak mniemania, przeznaczone dla ludzi słabych, a które filozof powinien odrzucić. Jedynym prawem, które człowiek powinien przestrzegać jest prawo natury, oparte na jego instynktach i potrzebach.
Jeszcze wyraźniejsza gloryfikacja siły pojawia się w platońskiej postaci Kaliklesa. Prawo natury to w jego filozofii prawo silnych, przeciwstawiane prawu stanowionemu, będącemu prawem słabych. Jest rzeczą sprawiedliwą, by silniejsi mieli więcej niż słabsi, i aby to oni rządzili w polis. Prawa ludzkie są prawami wymyślonymi przez słabych, aby poskromić mocnych. Równość jest jednak przeciwna naturze. Jednostki silne powinny zrzucić to jarzmo i zapanować nad słabymi.

## Poglądy na temat religii
Według sofistów religia to wymysł człowieka. Jednak filozofowie sofiści byli podzieleni w zdaniach odnośnie do jej pochodzenia:
- Krycjasz twierdził, że „strach przed bogami” został wymyślony, aby zmusić ludzi do moralnego postępowania także w ukryciu i kiedy ich czyny nie mogłyby być ukarane.

- Prodikos uważał bogów za wyraz uczuć, zwłaszcza wdzięczności.

- Diagoras uznawał, że przyczyną rozważań o „boskiej sprawiedliwości” jest niesprawiedliwość, jaka panuje w rzeczywistym świecie.

## Nauka o wychowaniu
Za Protagorasem sofiści przyjmowali następujące poglądy:
- nauczanie potrzebuje przyrodzonych zdolności i ćwiczenia;
- teoretyczne nauczanie powinno iść w parze z ćwiczeniem i na odwrót;
- kształcenie dziecka powinno rozpoczynać się w jak najwcześniejszym wieku;
- wcześnie rozpoczęte kształcenie trzeba prowadzić do późnych lat. Najpierw elementarne nauki, później specjalne – muzykę, matematykę, astronomię – a następnie ekonomię i politykę. Celem ma być doskonała indywidualność, której życie będzie zgodne z prawem i moralnością;
- tylko charakter moralny jednostek, czyli eubulia – jasność myśli i stałość woli – może zapewnić szczęście zbiorowości i jednostek.

Sofiści za nauczanie pobierali opłaty. Jako pierwsi opracowali metody wychowania polegające na bezpośrednim kontakcie z młodzieżą. Analizowali czynniki wychowania: zadatki wrodzone, środowisko, ćwiczenie, uczenie się, własna aktywność jednostki.